# Mr. Collins’ zweiter Frühling
Mr. Collins’ zweiter Frühling (Originaltitel: Danny Collins) ist eine US-amerikanische Tragikomödie aus dem Jahr 2015. Regie führte Dan Fogelman, der auch das Drehbuch schrieb. Die Hauptrollen übernahmen die Oscar-Preisträger Al Pacino und Christopher Plummer. In weiteren Rollen sind Annette Bening, Jennifer Garner und Bobby Cannavale zu sehen.

## Handlung
Danny Collins, der seine erfolgreichste Zeit als Musiker in den 1970er Jahren hatte, gibt noch immer Konzerte, die seine Fans begeistern. Er trägt aber nur seine alten Hits vor, da er seit dreißig Jahren keine neuen mehr geschrieben hat. Zu seinem siebzigsten Geburtstag schenkt ihm sein Manager Frank Grubman einen 40 Jahre alten, nicht an Danny zugestellten Brief von John Lennon, den er einem Lennon-Fan abgekauft hat. Nachdem Danny den Brief gelesen hat, beschließt er, sein Leben zu ändern. Er reist nach New Jersey, um seinen erwachsenen Sohn Tom kennenzulernen, der aus einer früheren Beziehung stammt. Tom ist mit Samantha verheiratet. Sie haben eine hyperaktive, siebenjährige Tochter und Samantha ist im sechsten Monat schwanger. Tom, der seinen Vater vorher nie kennengelernt hatte, ist nicht begeistert von Dannys Erscheinen und bittet ihn zu gehen.
Danny quartiert sich in einem Hotel in der Nähe ein und lernt die Hotelmanagerin Mary kennen. Er sagt seine Tournee ab und beginnt, an neuen Songs zu arbeiten. Zudem besucht er Tom in dessen Haus und lässt sich diesmal nicht von ihm abwimmeln. Danny ermöglicht seiner Enkeltochter Hope, die unter ADHS leidet, durch gute Beziehungen, in Zukunft eine exklusive Schule zu besuchen, für deren Kosten Danny aufkommt, da Tom und Samantha sich diese nicht leisten können.
Danny erfährt, als er Tom zu einem Arztbesuch begleitet, dass dieser an Leukämie erkrankt ist, genau wie früher Toms Mutter, die vor zehn Jahren daran starb.
Danny, bestärkt durch Marys Begeisterung für einen seiner neuen Songs, gibt ein Konzert in einem kleinen Club, bei dem er nur seine neuen Werke singen möchte, doch das Publikum will, dass er seine bekannten Hits spielt, woraufhin Danny seinen Plan aufgibt und wieder die alten Sachen vorträgt. Seine Ex-Freundin taucht nach dem Konzert auf und Danny konsumiert das von ihr mitgebrachte Kokain. Als ihn kurz darauf seine Familie Backstage besuchen kommt, lässt Danny vor Schreck das Kokain fallen und Tom sagt zu Danny, dass er sich in Zukunft aus deren Leben heraushalten soll und sie ihn nicht mehr wiedersehen wollen.
Von seinem Manager Frank erfährt Danny, dass es nicht gut um seine Finanzen steht und dass er, will er seinen jetzigen Lebensstil beibehalten, wieder auf Tournee gehen muss. Frank besucht Tom und bringt den Steinway-Flügel als Geschenk mit, für den Danny nach seiner Abreise keine Verwendung mehr hat. Außerdem sagt er zu Tom, dass Danny, trotz seiner vielen Fehler, ein guter Mensch sei, der sich um Toms Familie kümmern will, so wie er sich auch früher einmal um Frank gekümmert hat, als dieser Alkohol-Probleme hatte. Bei einem wichtigen Arztbesuch findet Tom Danny im Warteraum vor, um mit ihm gemeinsam eine entscheidende Diagnose vom Arzt zu hören. Danny meint, wenn der Arzt kommt und Tom mit dem Vornamen anspricht, würde alles gut werden, spricht er ihn mit dem Nachnamen an, sähe es schlecht aus. Kurz darauf erscheint der Arzt und sagt: „Hallo, Tom.“

## Synchronisation
Die deutsche Synchronisation entstand unter der Dialogregie von Benjamin Teichmann im Auftrag der Berliner Think Global Media GmbH.
| Darsteller             | Sprecher         | Rolle                   |
| ---------------------- | ---------------- | ----------------------- |
| Al Pacino              | Frank Glaubrecht | Danny Collins           |
| Annette Bening         | Traudel Haas     | Mary Sinclair           |
| Bobby Cannavale        | Marcus Off       | Tom Donnelly            |
| Jennifer Garner        | Dorette Hugo     | Samantha Leigh Donnelly |
| Christopher Plummer    | Lothar Blumhagen | Frank Grubman           |
| Eric Michael Roy       | David Turba      | Danny Collins (jung)    |
| Scott Lawrence         | Frank Röth       | Dr. Ryan Kurtz          |
| Eric Lange             | Hans Hohlbein    | Dr. Silverman           |
| Nick Offerman          | Gerald Schaale   | Guy DeLoach             |
| Giselle Eisenberg      | Xara Eich        | Hope Donnelly           |
| Melissa Benoist        | Nicole Hannak    | Jamie                   |
| Brian Thomas Smith     | Tim Knauer       | Judd                    |
| Josh Peck              | Timmo Niesner    | Nicky Ernst             |
| Katarina Cas           | Esra Vural       | Sophie                  |
| Michael Patrick McGill | Edwin Gellner    | Steve                   |

## Produktion

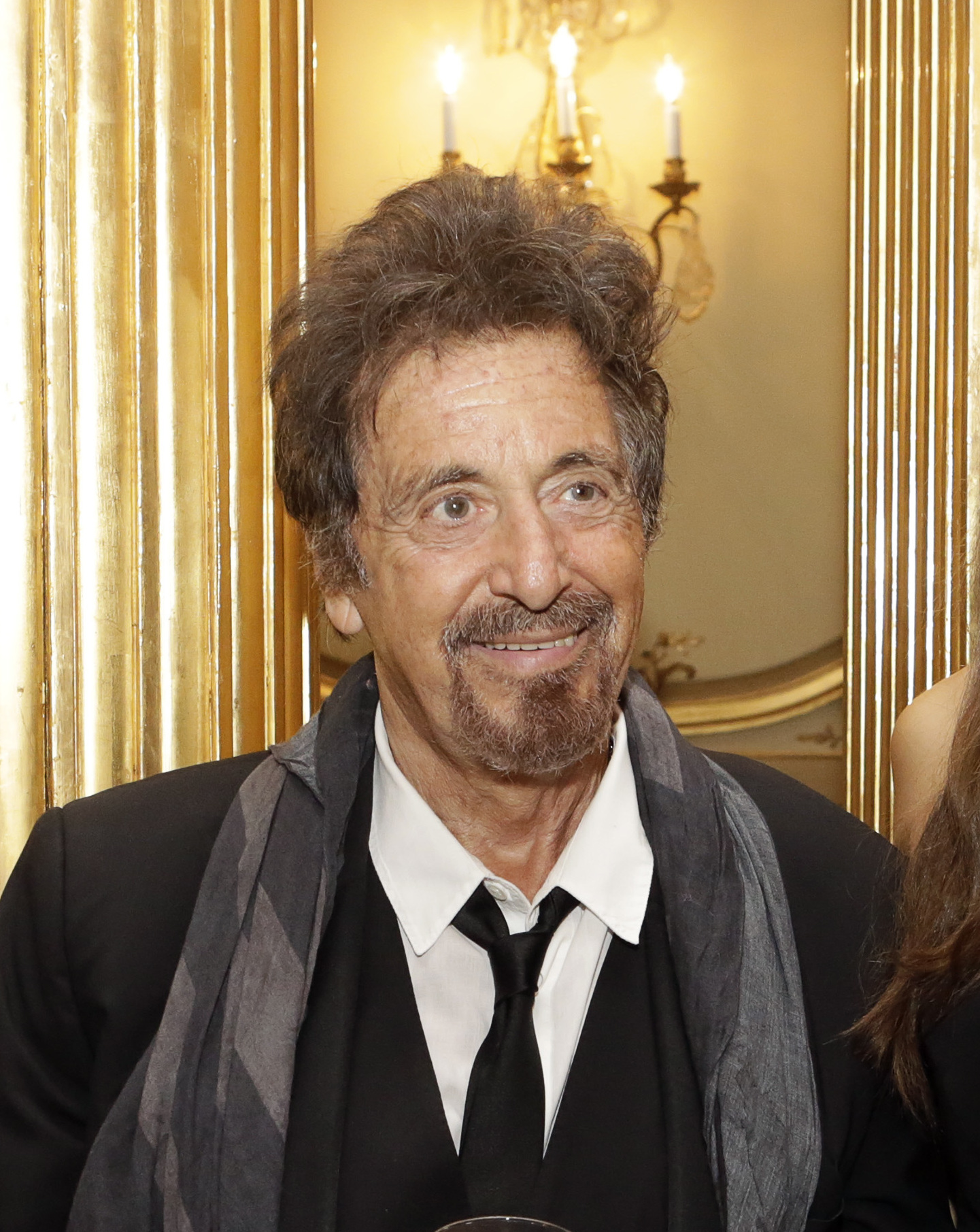
Al Pacino 2016

Im Juni 2011 wurde bekannt, dass Al Pacino als Hauptdarsteller im Gespräch war. Die Dreharbeiten begannen im Juli 2013 in Los Angeles.

## Veröffentlichung
Der Film wurde am 20. März 2015 veröffentlicht.

## Hintergrund
Im August 2010 wurde bekannt, dass John Lennon 1971 einen Brief an den Musiker Steve Tilston geschrieben hatte, der jedoch nie zugestellt wurde. Lennon las in einem Magazin ein Interview, in dem der damals 21-jährige Tilston befürchtete, Reichtum und Ruhm könnten seine kreative Arbeit negativ beeinflussen. Tilston erfuhr erst von der Existenz des Briefes, als ein Sammler ihn 2005 kontaktierte, um die Echtheit des Briefes zu überprüfen. Der Brief war für Regisseur und Drehbuchautor Dan Fogelman die Inspiration für den Film.

## Rezeption
Bei Rotten Tomatoes hat der Film eine Zustimmungsrate von 77 Prozent, basierend auf 132 Kritiken, mit einer durchschnittlichen Bewertung von 6.44/10. Bei Metacritic hat der Film eine Punktzahl von 58/100, basierend auf 31 Kritiken.
Matt Zoller Seitz von RogerEbert.com gibt dem Film dreieinhalb von vier Sternen.

## Auszeichnungen
Al Pacino wurde für die Rolle des Danny Collins bei den Golden Globe Awards 2016 als Bester Schauspieler Komödie/Musical nominiert.